# Hoplophorella variolosa
Hoplophorella variolosa är en kvalsterart som först beskrevs av Berlese 1888.  Hoplophorella variolosa ingår i släktet Hoplophorella och familjen Phthiracaridae. Inga underarter finns listade i Catalogue of Life.